# Lurnea, New South Wales
Lurnea este o suburbie în Sydney, Australia.